# Synechocryptus levaillantii
Synechocryptus levaillantii är en stekelart som först beskrevs av Lucas 1849.  Synechocryptus levaillantii ingår i släktet Synechocryptus och familjen brokparasitsteklar. Inga underarter finns listade i Catalogue of Life.